# منغوليا الداخلية
منطقة منغوليا الداخلية هي منطقة غير ساحلية منغولية ذاتية الحكم جمهورية الصين الشعبية يسكنها الشعب المنغولي، وتعتبر أول منطقة حكم ذاتي بالصين، عاصمتها هوهوت وتشمل المدن الرئيسية الأخرى باوتو وتشيفنغ وتونغلياو وأوردوس، وتبلغ مساحتها 1.183 مليون كيلومتر مربع، أي ما يعادل 17% من مساحة الصين، وتعيش بها 49 قومية أشهرها قومتي المغول والهان، فيما يصل تعداد شعبها الي نحو 24 مليون نسمة.
تأسست منطقة الحكم الذاتي في عام 1947، في مناطق من جمهورية الصين السابقة وهي محافظات Suiyuan، وتشاهار، ومقاطعة ريهي، و Liaobei و Xing'an، والأجزاء الشمالية من قانسو ونينغشيا.
وهي ثالث أكبر تقسيم إداري صيني، حيث تشكل حوالي 1,200,000 كيلومتر مربع (460,000 ميل2) و 12٪ من إجمالي مساحة الصين، ونظرًا لامتدادها الطويل من الشرق إلى الغرب، فإن منغوليا الداخلية مقسمة جغرافيًا إلى شعبتين شرقية وغربية. وغالبا ما تضمنت تقسيم الشرقي في شمال شرق الصين (منشوريا سابقا) وتشمل المدن الكبرى تونغلياو، وتشيفنغ، وHailaer، وأولان هوت.
يتم تضمين التقسيم الغربي في شمال غرب الصين مع مدن رئيسية تشمل باوتو، وهوهوت، وقد بلغ عدد سكانها 24,706,321 في تعداد 2010 وهو ما يمثل 1.84٪ من إجمالي سكان البر الرئيسي للصين.
تحتل منغوليا الداخلية المرتبة 23 على مستوى المقاطعات من حيث عدد السكان. حيث أن غالبية السكان في المنطقة من الصينيين الهان، مع أقلية منغولية كبيرة تقارب 5،000،000 (في 2019) وهي أكثر منطقة فيها سكان منغوليين في العالم (أكثر من جمهورية منغوليا).
منغوليا الداخلية هي واحدة من أكثر المقاطعات تطوراً اقتصادياً في الصين حيث يقترب نصيب الفرد من الناتج المحلي الإجمالي السنوي من 13,000 دولار أمريكي (2019)، وغالبًا ما تحتل المرتبة الخامسة في البلاد. اللغات الرسمية فيها هي الماندرين والمنغولية، والأخيرة مكتوبة بالخط المنغولي التقليدي، على عكس الأبجدية السيريلية المنغولية التي تستخدم في دولة منغوليا (غالبًا ما كانت توصف باسم «منغوليا الخارجية»).

## التاريخ

### التاريخ المبكر
توجد المعالم الثقافية لـ Slab Grave في شمال ووسط وشرق منغوليا ومنغوليا الداخلية وشمال غرب الصين وجنوب ووسط وشرق وجنوب بايكال، ويثبت العلماء المنغوليون أن هذه الثقافة مرتبطة بالبروتو المغول.

### فترات المغول ومينغ

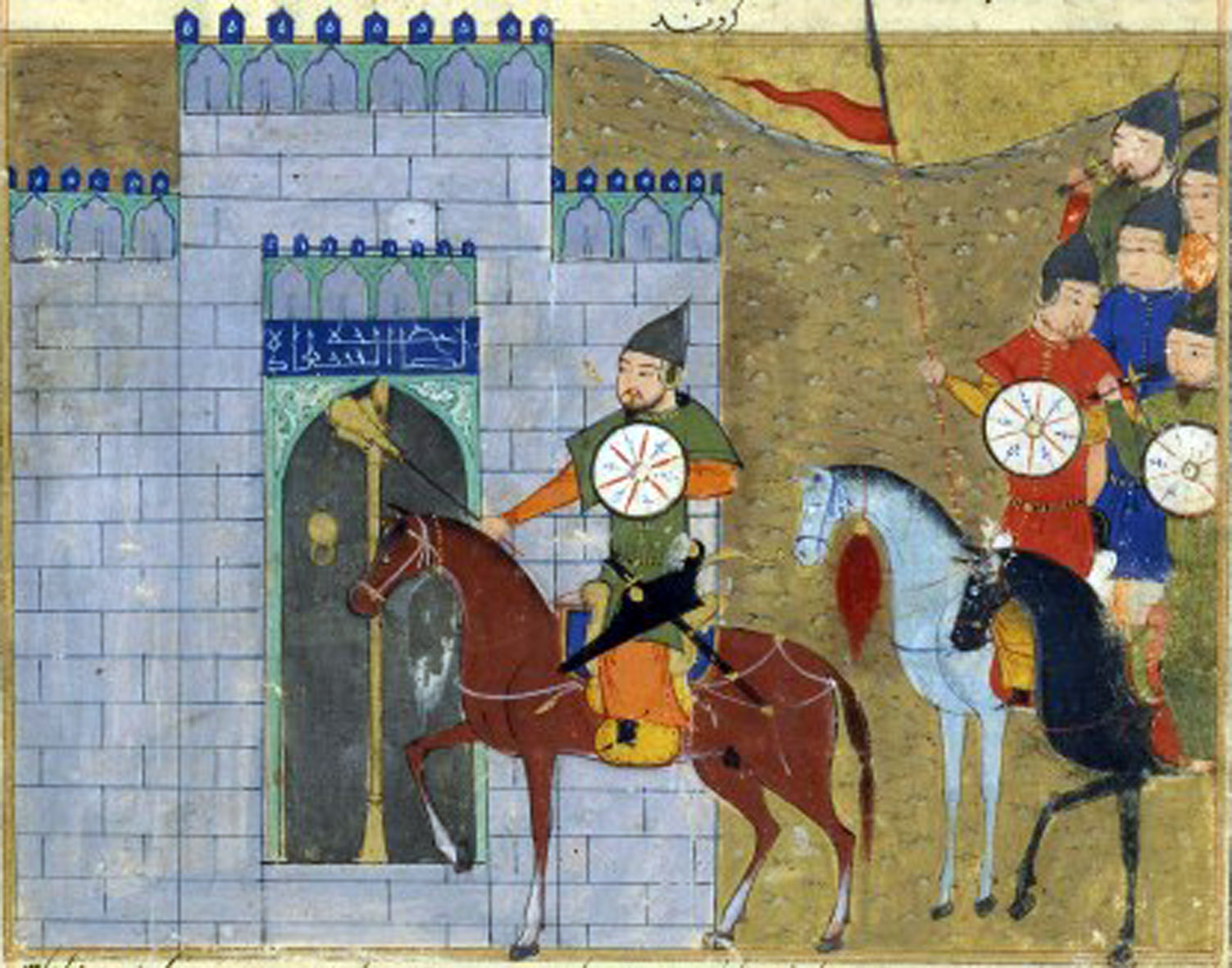
منمنمة فارسية تصور جنكيز خان يدخل بكين

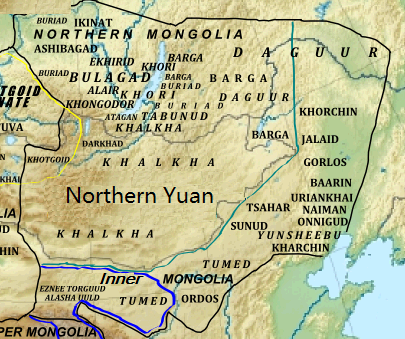
اليوان الشمالي في أقصى حد

### فترة تشينغ
شكلت قبائل المغول الشرقية المتواجدة في منشوريا والناطق القريبة منها خاصة Khorchin وجنوب Khalkha تحالفات حاربت ضد قبائل جورشن القبائل حتى [نورهس] مؤسس سلالة جين جديدة، عززت سيطرته على جميع المجموعات في عام 1593.
اكتسب المانشو سيطرة بعيدة المدى على القبائل المنغولية الداخلية في عام 1635 عندما استسلم ابن ليجدن خان من قبائل شخار المنغولية إلى المانشو، غزا المانشو في وقت لاحق الصين المينغ في عام 1644، مما جعلها تحت سيطرة أسرة تشينغ التي تأسست حديثًا. وفي عهد أسرة تشينغ (1636-1912) كانت منغوليا الكبرى تُدار بطريقة مختلفة لكل منطقة:

منغوليا الداخلية ومنغوليا الخارجية في عهد أسرة تشينغ، حوالي. 1820

- «منغوليا الخارجية»: تتوافق هذه المنطقة مع دولة منغوليا الحديثة، بالإضافة إلى منطقة تانو أوريانخاي التي تديرها روسيا، وجزء من شمال شينجيانغ. وشملت البطولات الأربع (محاكم الأقاليم) من Khalkha المغول شمال غوبي، فضلا عن تانو Uriankhai وKhovd في مناطق في شمال غرب منغوليا، التي كانت تشرف عليها عام Uliastai من مدينة ألياستاي.
- «منغوليا الداخلية»: تتوافق هذه المنطقة مع معظم مناطق منغوليا الداخلية الحديثة وبعض المناطق المجاورة في مقاطعتي لياونينغ وجيلين. ل افتات جاء والقبائل في هذه المنطقة تقل أعمارهم عن ست بطولات الدوري (chuulghan): تونغلياو، تشيفنغ، Josutu، Xilingol، أولانكاب، وYekejuu.
- و: «Taoxi منغوليا» علشان Öölüd وEjine Torghuud كانت لافتات منفصلة عن aimags منغوليا الخارجي وchuulghans من منغوليا الداخلية. هذه المنطقة تعادل عصبة ألكسا الحديثة، الجزء الغربي من ما يعرف الآن بمنغوليا الداخلية.
- سيطر القائد العسكري لشهار (الآن تشانغجياكو) على لافتات شهار. يتفق مداها إلى جنوب أولانكاب وبايانور في منطقة منغوليا الداخلية الحديثة، بالإضافة إلى المنطقة المحيطة تشانغجياكو في خبى المحافظة. في الوقت نفسه، كانت الولاية القضائية لبعض الإدارات الحدودية في مقاطعتي Zhili وشانشي تنتمي أيضًا إلى هذه المنطقة.
- تم التحكم في لافتة Guihua Tümed من قبل القائد العسكري لـ Suiyuan (الآن هوهوت). هذا يتوافق مع المناطق المجاورة لمدينة هوهوت الحديثة. في الوقت نفسه، كانت الولاية القضائية لبعض الإدارات الحدودية لمقاطعة شانشي الحديثة تنتمي أيضًا إلى هذه المنطقة.
- كانت منطقة هولونبوير في ما يعرف الآن بشمال شرق منغوليا الداخلية جزءًا من الولاية القضائية للجنرال هيلونغجيانغ، أحد الجنرالات الثلاثة في منشوريا.

### جمهورية الصين وفترات الحرب العالمية الثانية

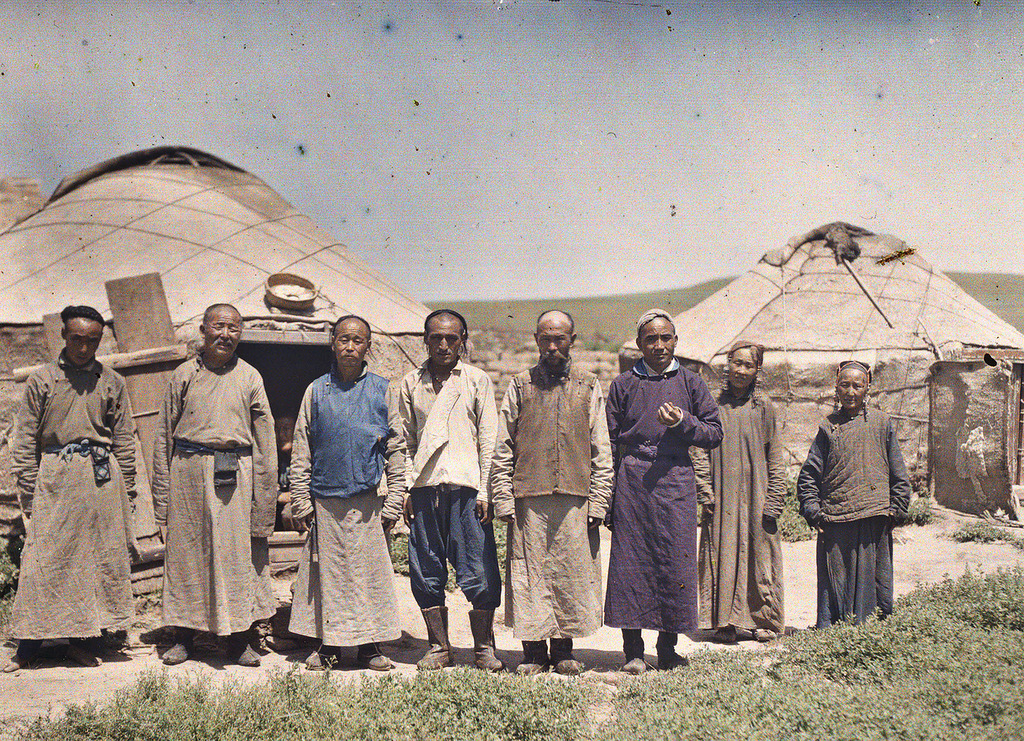
المغول يقفون أمام خيمة، 1912

حصلت منغوليا الخارجية على استقلالها من سلالة تشينغ في عام 1911، عندما تم إعلان جبتسوندامبا خوتوجتو من خالخا بوجد خان في منغوليا. وعلى الرغم من أن جميع لافتات منغوليا الداخلية تقريبًا اعترفت ببوغد خان باعتباره الحاكم الأعلى للمغول، إلا أن الصراع الداخلي داخل المنطقة منع إعادة التوحيد الكامل. حيث تم موازنة تمردات المغول في منغوليا الداخلية من قبل الأمراء الذين كانوا يأملون في رؤية سلالة تشينغ المستعادة في منشوريا ومنغوليا واعتبروا أن الحكم الديني لبوغد خان سيكون ضد أهداف التحديث لمنغوليا. وفي النهاية وعدت جمهورية الصين المشكلة حديثًا بدولة جديدة من خمسة أعراق (هان، مانشو، منغول، تبتيون وأويغور). وقمعت التمرد المغولي في المنطقة.
أعادت جمهورية الصين تنظيم منغوليا الداخلية إلى مقاطعات:
- مقاطعة ريهي تم إنشاؤها لتشمل Juuuda و Josutu، بالإضافة إلى تشنغده.
- تم إنشاء مقاطعة تشاهار لتشمل Xilingol بالإضافة إلى الكثير من الأراضي السابقة للرايات الثمانية.
- تم إنشاء محافظة Suiyuan لتشمل أولانكاب، وYekejuu، ومنطقة Hetao.
- بقي Hulunbuir داخل هيلونغجيانغ في منشوريا وأصبحت مقاطعة.
- معظم جيريم وضعت تحت مقاطعة فنغتيان الجديدة في جنوب منشوريا.
- تم دمج Taoxi Mongolia في مقاطعة قانسو المجاورة، وفي وقت لاحق تم تقسيم مقاطعة نينغشيا من شمال قانسو وأصبحت تاوكسي منغوليا جزءًا من نينغشيا.

لا تزال بعض خرائط جمهورية الصين تظهر هذا الهيكل.
يعتبر تاريخ منغوليا الداخلية خلال الحرب العالمية الثانية معقد بسبب الغزو الياباني وأنواع مختلفة من حركات المقاومة. ففي عام 1931 أصبحت منشوريا تحت سيطرة الدولة الدمية اليابانية مانشوكو حيث استولت على بعض المناطق المنغولية في مقاطعات منشوريا وفي عام 1933 تم دمج Rehe أيضًا في Manchukuo مع اتحاد Juu Uda و Josutu. وقد احتلت مانشوكو هذه المناطق حتى نهاية الحرب العالمية الثانية عام 1945.
في عام 1937 غزت الإمبراطورية اليابانية بشكل علني وكامل جمهورية الصين بالحرب، في 8 ديسمبر 1937، أعلن الأمير المنغولي ديمشوج دونجروب (المعروف أيضًا باسم «دي وانغ») استقلال الأجزاء المتبقية من منغوليا الداخلية (أي مقاطعتي سويوان وشاهار) باسم مينججيانغ، ووقع اتفاقيات مع مانشوكو واليابان. وتم إنشاء عاصمتها في Zhangbei (الآن في مقاطعة خبي)، مع سيطرة الحكومة اليابانية العميلة الممتدة إلى أقصى الغرب حتى منطقة هوهوت. وقد هُزم المتقدم الياباني على يد جنرال هوي المسلم ما هونغ بين في معركة غرب سويوان ومعركة ويوان، وبعد عام 1945 ظلت منغوليا الداخلية جزءًا من الصين.
قاتل المغول Ulanhu ضد اليابانيين.

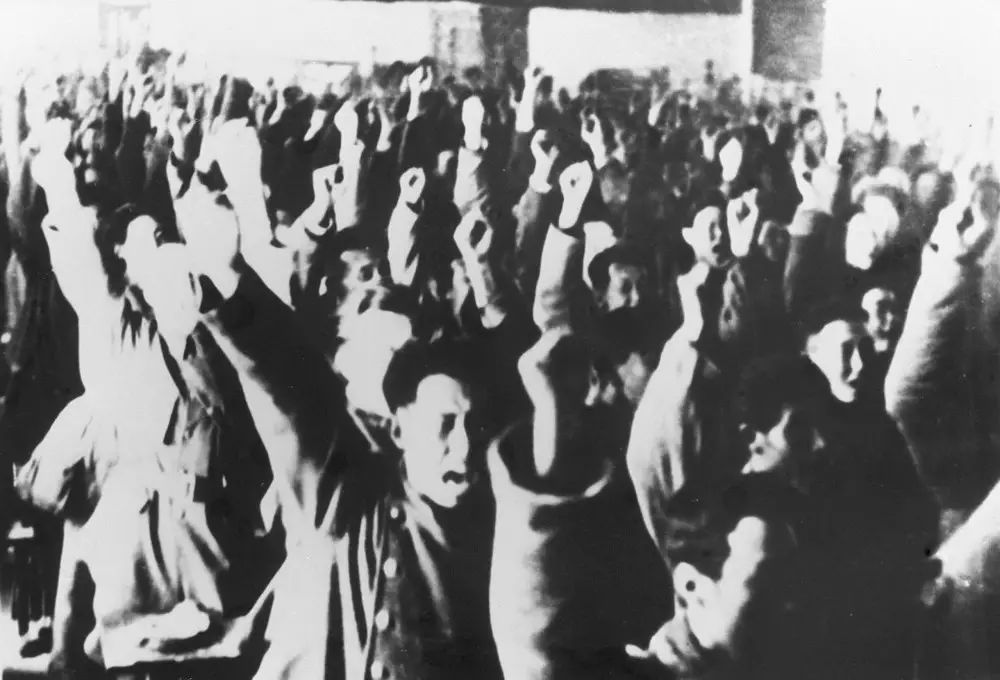
مندوبو مجلس نواب منغوليا الداخلية يرددون الشعارات

تم إنشاء وحدات حرب العصابات المنغولية العرقية من قبل قوميين الكومينتانغ للقتال ضد اليابانيين خلال الحرب في أواخر الثلاثينيات وأوائل الأربعينيات. حيث تم إنشاء هذه الميليشيات المغولية من قبل مكاتب المفوضين المتمركزة في إيجين وألاشا التي أنشأها الكومينتانغ. وقد استهدف «المغول الكومينتانغ» الأمير ديمشوج دونجروب للانضمام إلى جمهورية الصين، وقام القوميون بتجنيد 1700 مقاتل من الأقليات العرقية في منغوليا الداخلية وأنشأوا مناطق حرب في Tumet Banner و Ulanchab League و Ordos Yekejuu League.
تأسست جمهورية منغوليا الشعبية الداخلية بعد وقت قصير من الحرب العالمية الثانية، خلال الفترة من 9 سبتمبر 1945 حتى 6 نوفمبر 1945.

### جمهورية الصين الشعبية
في 31 أغسطس 2020، اندلعت احتجاجات كبيرة في المجتمعات المنغولية العرقية بسبب خطط غير معلنة من قبل الحكومة الصينية للتخلص التدريجي من التدريس في اللغة المنغولية.

## الجغرافيا

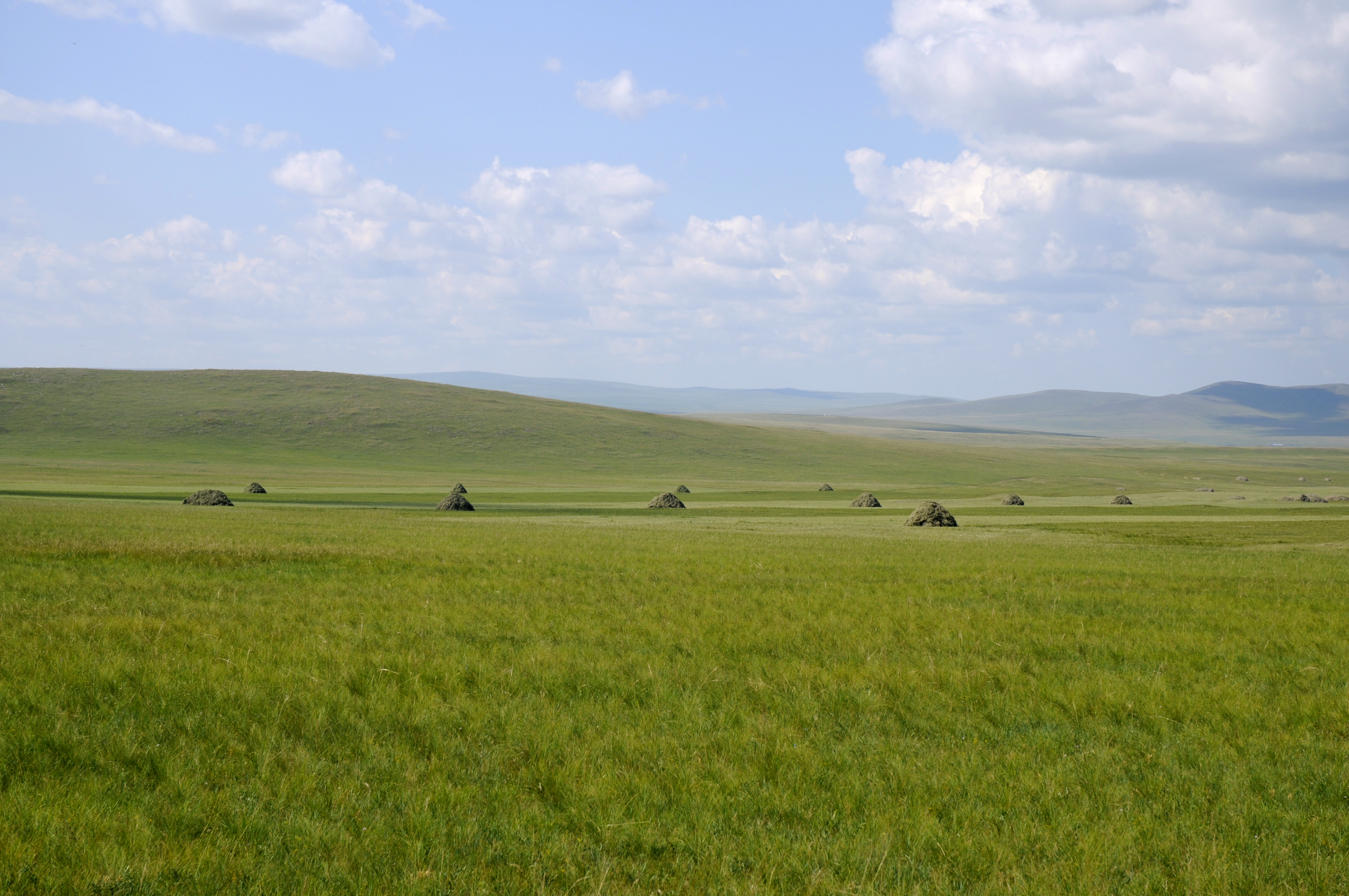
السهوب في New Barag Right Banner

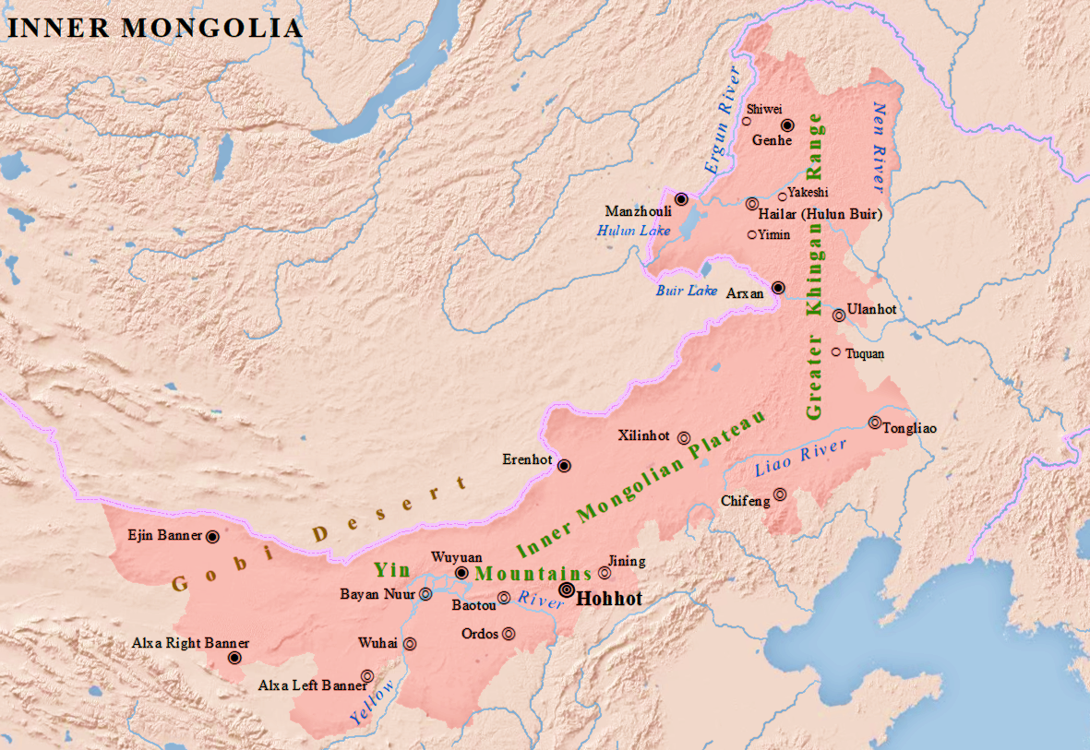
تضاريس منغوليا الداخلية في الصين

تم تصنيف منغوليا الداخلية رسميًا على أنها واحدة من الأقسام الإقليمية في شمال الصين لكن امتدادها الكبير يعني أن أجزاء منها تنتمي إلى شمال شرق الصين وشمال غرب الصين أيضًا.
يحدها ثمانية أقسام على مستوى المقاطعات في جميع المناطق الثلاث المذكورة أعلاه (هيلونغجيانغ، وجيلين، ولياونينغ، وخبي، وشانشي، وشنشي، ونينغشيا، وقانسو)، وترتبط مع شنشي بأكبر عدد من الأقسام المجاورة على مستوى المقاطعات، ويقع معظم حدودها الدولية مع منغوليا،  والتي تسمى أحيانًا بالصينية «منغوليا الخارجية»، بينما جزء صغير منها مع كراي عبر البايكال الروسية.
نظرًا للصخور القديمة التي تعرضت للعوامل الجوية والواقعة تحت غطاء رسوبي عميق، فإن منغوليا الداخلية هي منطقة تعدين رئيسية، حيث تمتلك احتياطيات كبيرة من الفحم وخام الحديد والمعادن الأرضية النادرة مما جعلها منطقة صناعية رئيسية.

### المناخ

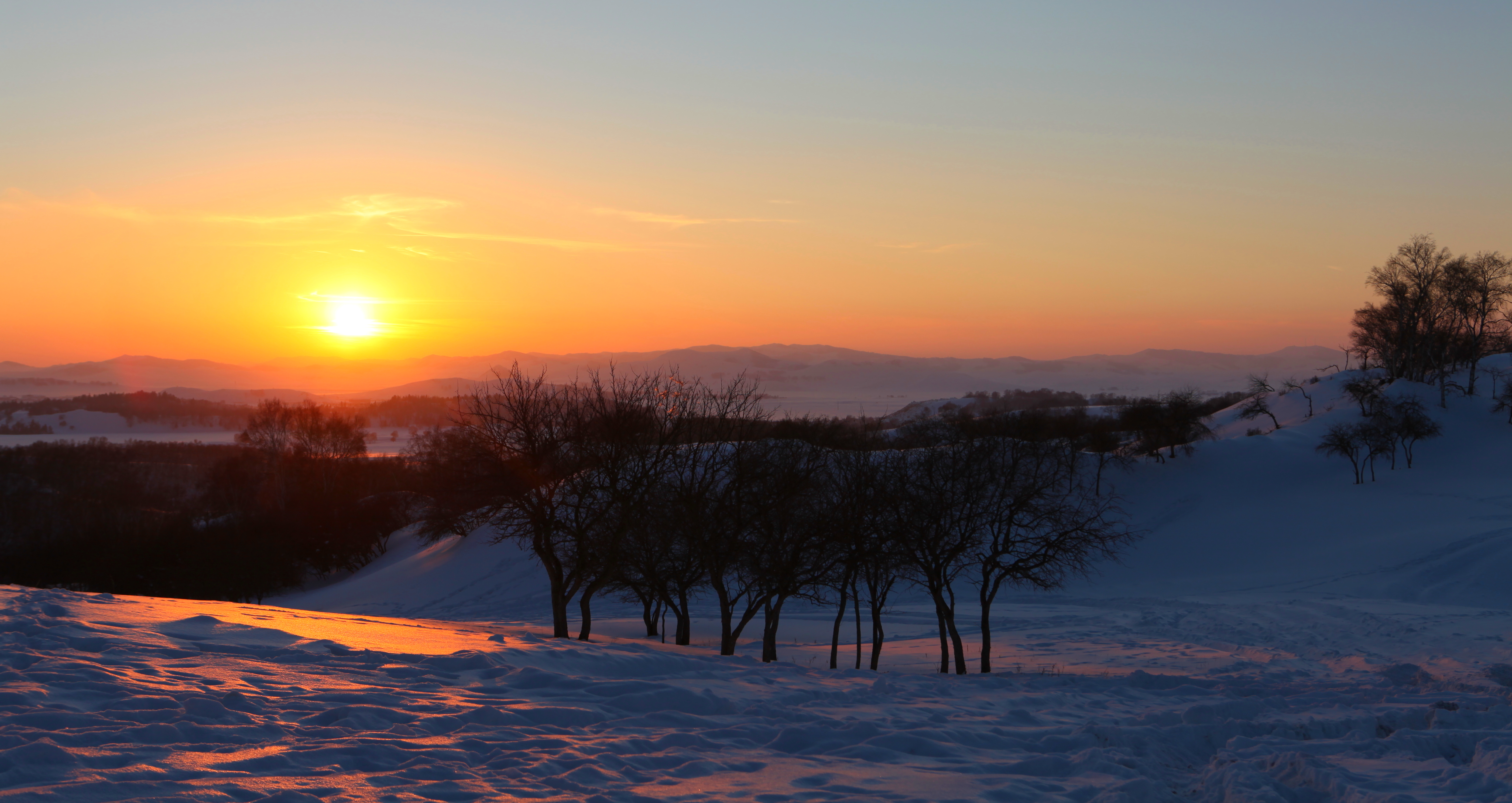
الشتاء في Ulanbutan Grassland، Hexigten Banner

نظرًا لشكلها الممدود تتمتع منغوليا الداخلية بمناخ موسمي يمتد لأربعة مواسم مع اختلافات إقليمية. حيث أن فصل الشتاءطويل جدًا وبارد وجاف ويتميز بعواصف ثلجية متكررة وتساقط الثلوج خفيف جدًا لدرجة أن منغوليا الداخلية لا تحتوي على أنهار جليدية حديثة  حتى في أعلى قمم هيلان. أما فصل فهو قصير ومعتدل وجاف ويتميز بعواصف رملية كبيرة وخطيرة، بينما فصل الصيف دافئ جدًا إلى حار ورطب نسبيًا باستثناء الغرب حيث يظل جافًا. أما فصل الخريف فهو قصير ويشهد برودة ثابتة مع درجات حرارة أقل من 0 °م (32 °ف) وصلت في أكتوبر في الشمال ونوفمبر في الجنوب.
يتم تصنيف معظم منغوليا الداخلية على أنها إما جاف بارد أو نظام مناخ شبه قاحل، ويتم تصنيف الجزء الصغير على أنه قاري رطب في الشمال الشرقي، أو شبه قطبي في أقصى الشمال بالقرب من هولونبوير.
| مدينة   | يوليو (درجة مئوية) | يوليو (درجة فهرنهايت) | يناير (درجة مئوية) | يناير (درجة فهرنهايت) |
| ------- | ------------------ | --------------------- | ------------------ | --------------------- |
| باوتو   | 29.6 / 17.1        | 85.3 / 62.8           | –4.1 / –16.8       | 24.7 / 1.8            |
| بيانور  | 30.7 / 17.9        | 87.3 / 64.2           | –3.3 / –15.1       | 26.1 / 4.8            |
| هوهوت   | 28.5 / 16.4        | 83.3 / 61.5           | –5 / –16.9         | 23 / 1.6              |
| أوردوس  | 26.7 / 15.8        | 80.1 / 60.4           | –4.8 / –14.7       | 23.4 / 5.5            |
| أولانقب | 25.4 / 13.6        | 77.7 / 56.5           | –6.1 / –18.5       | 21 / -1.3             |

## التقسيم الإداري
تنقسم منغوليا الداخلية إلى اثني عشر قسماً على مستوى المحافظة. وحتى أواخر التسعينيات كانت معظم مناطق المحافظات في منغوليا الداخلية تُعرف باسم الدوريات وهو استخدام تم الاحتفاظ به من التقسيمات المغولية لأسرة تشينغ. وغالبًا ما تُعرف الأقسام على مستوى المقاطعة باسم اللافتات.
ومنذ التسعينيات تحولت العديد من الدوريات إلى مدن على مستوى المحافظات على الرغم من بقاء اللافتات، وأدت إعادة الهيكلة إلى تحويل المدن الرئيسية في معظم الدوريات إلى مناطق إدارية (على سبيل المثال : Hailar وJining ومقاطعة دونغشنغ). وقد تأسست حديثا بعض المدن على مستوى المحافظة مع الإبقاء على الاسم الأصلي للدوري وقد اعتمدت بعضها اسم الصينية من المدن الرئيسيات (تشيفنغ، تونغلياو)، فيما أطلقت Yekejuu على نفسها أوردوس.
| التقسيمات الإدارية لمنغوليا الداخلية | التقسيمات الإدارية لمنغوليا الداخلية | التقسيمات الإدارية لمنغوليا الداخلية | التقسيمات الإدارية لمنغوليا الداخلية | التقسيمات الإدارية لمنغوليا الداخلية | التقسيمات الإدارية لمنغوليا الداخلية | التقسيمات الإدارية لمنغوليا الداخلية | التقسيمات الإدارية لمنغوليا الداخلية | التقسيمات الإدارية لمنغوليا الداخلية |
| ------------------------------------ | ------------------------------------ | ------------------------------------ | ------------------------------------ | ------------------------------------ | ------------------------------------ | ------------------------------------ | ------------------------------------ | ------------------------------------ |
|                                      |                                      |                                      |                                      |                                      |                                      |                                      |                                      |                                      |
| رمز التقسيم                          | المنطقة                              | المساحة كم2                          | السكان 2010                          | مقعد                                 | الأقسام                              | الأقسام                              | الأقسام                              | الأقسام                              |
| رمز التقسيم                          | المنطقة                              | المساحة كم2                          | السكان 2010                          | مقعد                                 | المناطق                              | لافتات المقاطعات                     | Aut. لافتات                          | مدن CL                               |
| 150000                               | منطقة منغوليا الداخلية ذاتية الحكم   | 1،183،000.00                         | 24706321                             | مدينة هوهوت                          | 23                                   | 66                                   | 3                                    | 11                                   |
| 150100                               | مدينة هوهوت                          | 17186.10                             | 2،866،615                            | منطقة شينتشنغ                        | 4                                    | 5                                    |                                      |                                      |
| 150،200                              | مدينة باوتو                          | 27768.00                             | 2650364                              | منطقة جيويوان                        | 6                                    | 3                                    |                                      |                                      |
| 150300                               | مدينة ووهاي                          | 1،754.00                             | 532902                               | منطقة هايبوان                        | 3                                    |                                      |                                      |                                      |
| 150400                               | مدينة تشيفنغ                         | 90.021.00                            | 4341245                              | حي سونغشان                           | 3                                    | 9                                    |                                      |                                      |
| 150500                               | مدينة تونغلياو                       | 59،535.00                            | 3،139،153                            | حي حرقين                             | 1                                    | 6                                    |                                      | 1                                    |
| 150600                               | مدينة اوردوس                         | 86،881.61                            | 1،940،653                            | منطقة كانجباشي                       | 2                                    | 7                                    |                                      |                                      |
| 150700                               | مدينة هولونبوير                      | 254،003.79                           | 2،549،278                            | حي هيلار                             | 2                                    | 4                                    | 3                                    | 5                                    |
| 150800                               | مدينة بيانور                         | 65755.47                             | 1،669،915                            | منطقة Linhe                          | 1                                    | 6                                    |                                      |                                      |
| 150900                               | مدينة أولانقب                        | 54،447.72                            | 2،143،590                            | حي جيننج                             | 1                                    | 9                                    |                                      | 1                                    |
| 152،200                              | Hinggan League                       | 59،806.00                            | 1،613،250                            | مدينة أولان هوت                      |                                      | 4                                    |                                      | 2                                    |
| 152500                               | دوري Xilingol                        | 202،580.00                           | 1،028،022                            | مدينة Xilinhot                       |                                      | 10                                   |                                      | 2                                    |
| 152900                               | دوري ألكسا                           | 267،574.00                           | 231334                               | Alxa اليسار لافتة                    |                                      | 3                                    |                                      |                                      |

تنقسم هذه الأقسام على مستوى المحافظات بدورها إلى 102 قسم على مستوى المقاطعة، بما في ذلك 22 مقاطعة و11 مدينة على مستوى المحافظة و17 مقاطعة و49 لواء و3 لواء مستقل. وهذه بدورها مقسمة إلى 1425 قسمًا على مستوى البلدات، بما في ذلك 532 بلدة، و407 بلدة، و277 سومو، وثمانية عشر بلدة عرقية، ومقاطعة إثنية واحدة، و190 منطقة فرعية. في نهاية عام 2017 بلغ إجمالي عدد سكان منغوليا الداخلية 25.29 مليون نسمة. 

### المناطق الحضرية
| السكان حسب المناطق الحضرية للمحافظة ومدن المقاطعات | السكان حسب المناطق الحضرية للمحافظة ومدن المقاطعات | السكان حسب المناطق الحضرية للمحافظة ومدن المقاطعات | السكان حسب المناطق الحضرية للمحافظة ومدن المقاطعات | السكان حسب المناطق الحضرية للمحافظة ومدن المقاطعات | السكان حسب المناطق الحضرية للمحافظة ومدن المقاطعات |
| #                                                  | المدينة                                            | المنطقة الحضرية                                    | مساحة المنطقة                                      | City proper                                        | تاريخ التعداد                                      |
| -------------------------------------------------- | -------------------------------------------------- | -------------------------------------------------- | -------------------------------------------------- | -------------------------------------------------- | -------------------------------------------------- |
| 1                                                  | باوتو                                              | 1,900,373                                          | 2,096,851                                          | 2,650,364                                          | 2010-11-01                                         |
| 2                                                  | هوهوت                                              | 1,497,110                                          | 1,980,774                                          | 2,866,615                                          | 2010-11-01                                         |
| 3                                                  | تشيفنغ                                             | 902,285                                            | 1,333,526                                          | 4,341,245                                          | 2010-11-01                                         |
| 4                                                  | تونغلياو                                           | 540,338                                            | 898,895                                            | 3,139,153                                          | 2010-11-01                                         |
| 5                                                  | Ordos                                              | 510,242                                            | 582,544                                            | 1,940,653                                          | 2010-11-01                                         |
| 6                                                  | وهاي                                               | 502,704                                            | 532,902                                            | 532,902                                            | 2010-11-01                                         |
| 7                                                  | بايانور                                            | 354,507                                            | 541,721                                            | 1,669,915                                          | 2010-11-01                                         |
| 8                                                  | ياكيشي                                             | 338,275                                            | 352,173                                            | see Hulunbuir                                      | 2010-11-01                                         |
| 9                                                  | هولونبوير                                          | 327,384                                            | 344,934                                            | 2,549,252                                          | 2010-11-01                                         |
| (9)                                                | Hulunbuir (new district)                           | 99,960                                             | 99,960                                             | see Hulunbuir                                      | 2010-11-01                                         |
| 10                                                 | اولانتشاب                                          | 319,723                                            | 356,135                                            | 2,143,590                                          | 2010-11-01                                         |
| 11                                                 | أولان هوت                                          | 276,406                                            | 327,081                                            | part of Hinggan League                             | 2010-11-01                                         |
| 12                                                 | سيلينهوت                                           | 214,382                                            | 245,886                                            | part of Xilingol League                            | 2010-11-01                                         |
| 13                                                 | زالانتون                                           | 167,493                                            | 366,323                                            | see Hulunbuir                                      | 2010-11-01                                         |
| 14                                                 | Manzhouli                                          | 148,460                                            | 149,512                                            | see Hulunbuir                                      | 2010-11-01                                         |
| 15                                                 | فينغجين                                            | 123,811                                            | 245,608                                            | see Ulanqab                                        | 2010-11-01                                         |
| 16                                                 | هولينغول                                           | 101,496                                            | 102,214                                            | see Tongliao                                       | 2010-11-01                                         |
| 17                                                 | Genhe                                              | 89,194                                             | 110,438                                            | see Hulunbuir                                      | 2010-11-01                                         |
| 18                                                 | ارنهوت                                             | 71,455                                             | 74,179                                             | part of Xilingol League                            | 2010-11-01                                         |
| 19                                                 | أركسان                                             | 55,770                                             | 68,311                                             | part of Hinggan League                             | 2010-11-01                                         |
| 20                                                 | Ergun City                                         | 55,076                                             | 76,667                                             | see Hulunbuir                                      | 2010-11-01                                         |

1. ↑  New district established after census: Kangbashi District from a part of مقاطعة دونغشنغ. The new district is included in the urban area & district area count.
2. 1 2  New district established after census: Zhalainuo'er District from a part of Manzhouli CLC. The new district not included in the urban area & district area count of the pre-expanded city.

## الاقتصاد
زراعة المحاصيل مثل القمح لها الأسبقية على طول وديان الأنهار. في الأراضي العشبية الأكثر جفافا، يعتبر رعي الماعز والأغنام وما إلى ذلك طريقة تقليدية للعيش. تعتبر الغابات والصيد مهمين إلى حد ما في سلاسل خينجان الكبرى في الشرق. يتم تنفيذ رعي الرنة بواسطة إيفينك في إيفينك Autonomous Banner. في الآونة الأخيرة، أصبحت زراعة العنب وصناعة النبيذ عاملاً اقتصاديًا في منطقة ووهاي.

## التركيبة السكانية

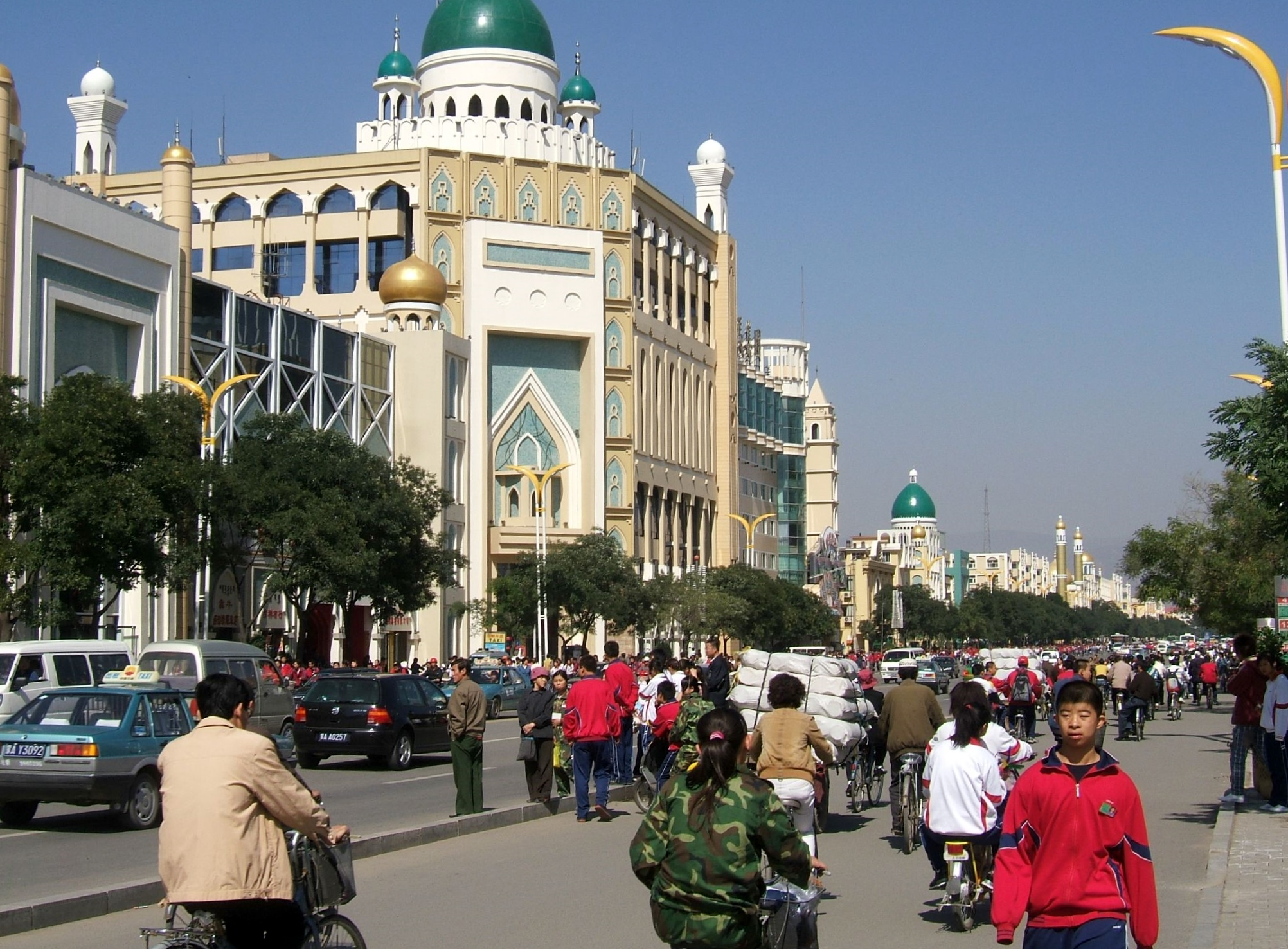
شارع المسلم في هوهوت

عندما تم إنشاء منطقة الحكم الذاتي في عام 1947 كان الهان الصينيون يشكلون 83.6٪ من السكان، بينما شكل المغول 14.8٪ من السكان. بحلول عام 2010 انخفضت نسبة الهان الصينيين إلى 79.5٪. في حين أن منطقة هيتاو على طول النهر الأصفر كانت تتناوب دائمًا بين المزارعين من الجنوب والبدو من الشمال، وبدأت أحدث موجة من هجرة الهان الصينية في أوائل القرن الثامن عشر بتشجيع من سلالة تشينغ، واستمرت حتى القرن العشرين.
يعيش الصينيون الهان في الغالب في منطقة هيتاو بالإضافة إلى العديد من المراكز السكانية في وسط وشرق منغوليا الداخلية. ويتركز أكثر من 70٪ من المغول في أقل من 18٪ من أراضي منغوليا الداخلية (Hinggan League، وTongliao، وتشيفنغ).

## اللغة والثقافة

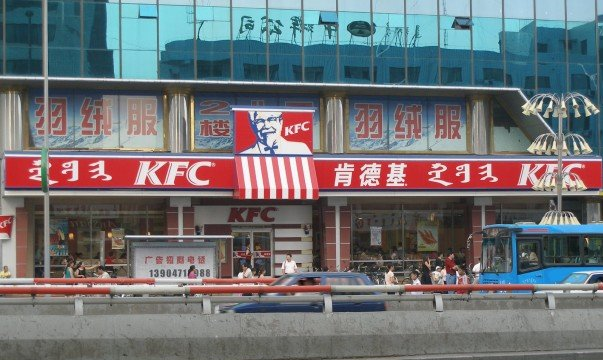
كنتاكي في هوهوت العاصمة، مع لافتة شارع ثنائية اللغة باللغتين الصينية والمنغولية

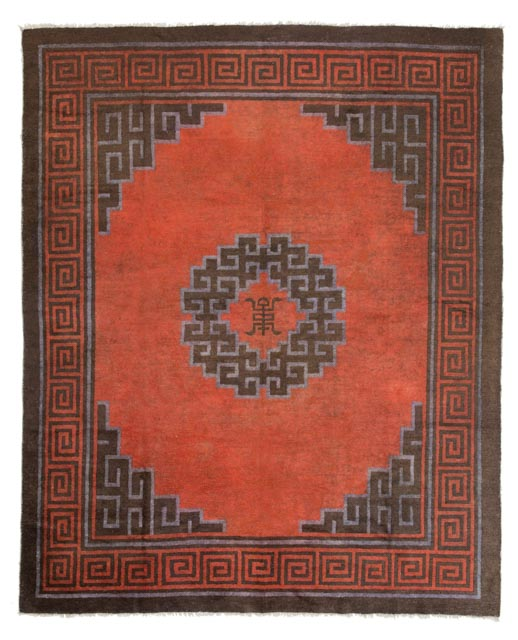
السجادة المنغولية الداخلية 1870

من بين الهان الصينيين في منغوليا الداخلية جينجو (晋剧) أو شانشي أوبرا هي شكل تقليدي مشهور للترفيه. وتعد مهنة السيرك البهلوانية من المهن الشعبية في منغوليا الداخلية. تسافر فرقة «أكروبات منغوليا الداخلية» المعروفة عالميًا وتؤدي عروضها مع Ringling Bros. وBarnum وBailey Circus.

## الديانات

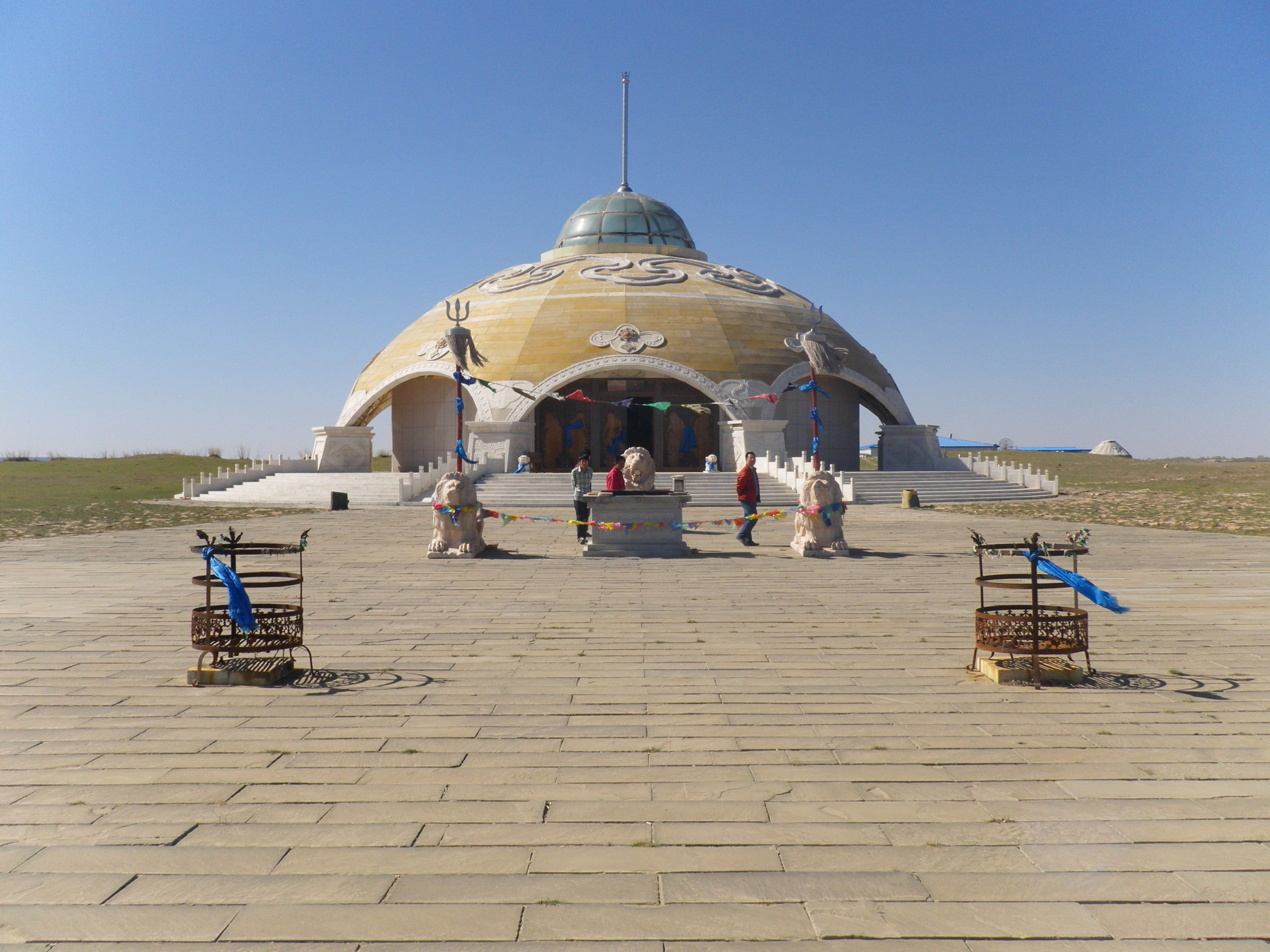
معبد وايت سولدي لجنكيز خان في بلدة أوكسين في منغوليا الداخلية، في صحراء مو يو. عبادة جنكيز مشتركة بين الديانات الشعبية الصينية والمنغولية.

وفقًا لمسح أجرته جامعة مينزو الصينية في عام 2004 يمارس حوالي 80٪ من سكان المنطقة عبادة الجنة (التي تسمى تيان في التقاليد الصينية وتنغر في التقليد المنغولي) وأوفو / أوباو.
تشير الإحصاءات الرسمية إلى أن 10.9 ٪ من السكان (3 ملايين شخص) هم أعضاء في الجماعات البوذية التبتية. وفقًا لمسح الحياة الروحية الصينية لعام 2007 والمسح الاجتماعي الصيني العام لعام 2009 فإن المسيحية هي الهوية الدينية لـ 3.2٪ من سكان المنطقة؛ ودين الأجداد الصينيين الذين ينتمون إلى 2.36٪،  بينما أفاد تحليل ديمغرافي لعام 2010 أن المسلمين يشكلون 0.91٪.
تعد عبادة جنكيز خان الموجودة على شكل معابد جنكيز خان المختلفة تقليداً من الشامانية المنغولية حيث يُعتبر بطلاً ثقافياً وسلفاً إلهيًا وتجسيدًا للجنة وإله السماء. كما أن عبادته في المعابد الخاصة، التي تطورت بشكل كبير في منغوليا الداخلية منذ ثمانينيات القرن الماضي، يشاركها أيضًا الصينيون الهان مدعين أن روحه هي المبدأ التأسيسي لسلالة يوان.
البوذية التبتية (البوذية المنغولية، والمعروفة محليًا أيضًا باسم «البوذية الصفراء») هي الشكل السائد للبوذية في منغوليا الداخلية ويمارسها أيضًا العديد من الصينيين الهان، وهناك شكل آخر من أشكال البوذية يمارسه الصينيون وهو مدارس البوذية الصينية.

## معرض الصور

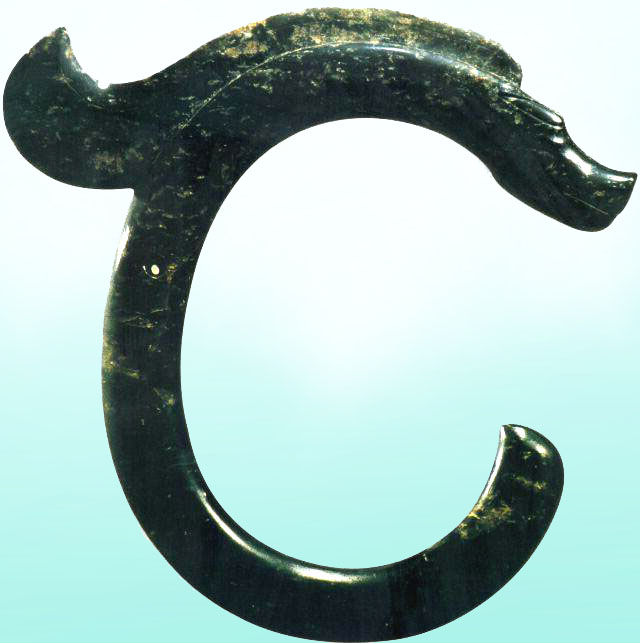
اليشم التنين من ثقافة هونغشان تم العثور عليها في Ongniud، - تاريخها (2900 ق.م - 4700 ق.م)
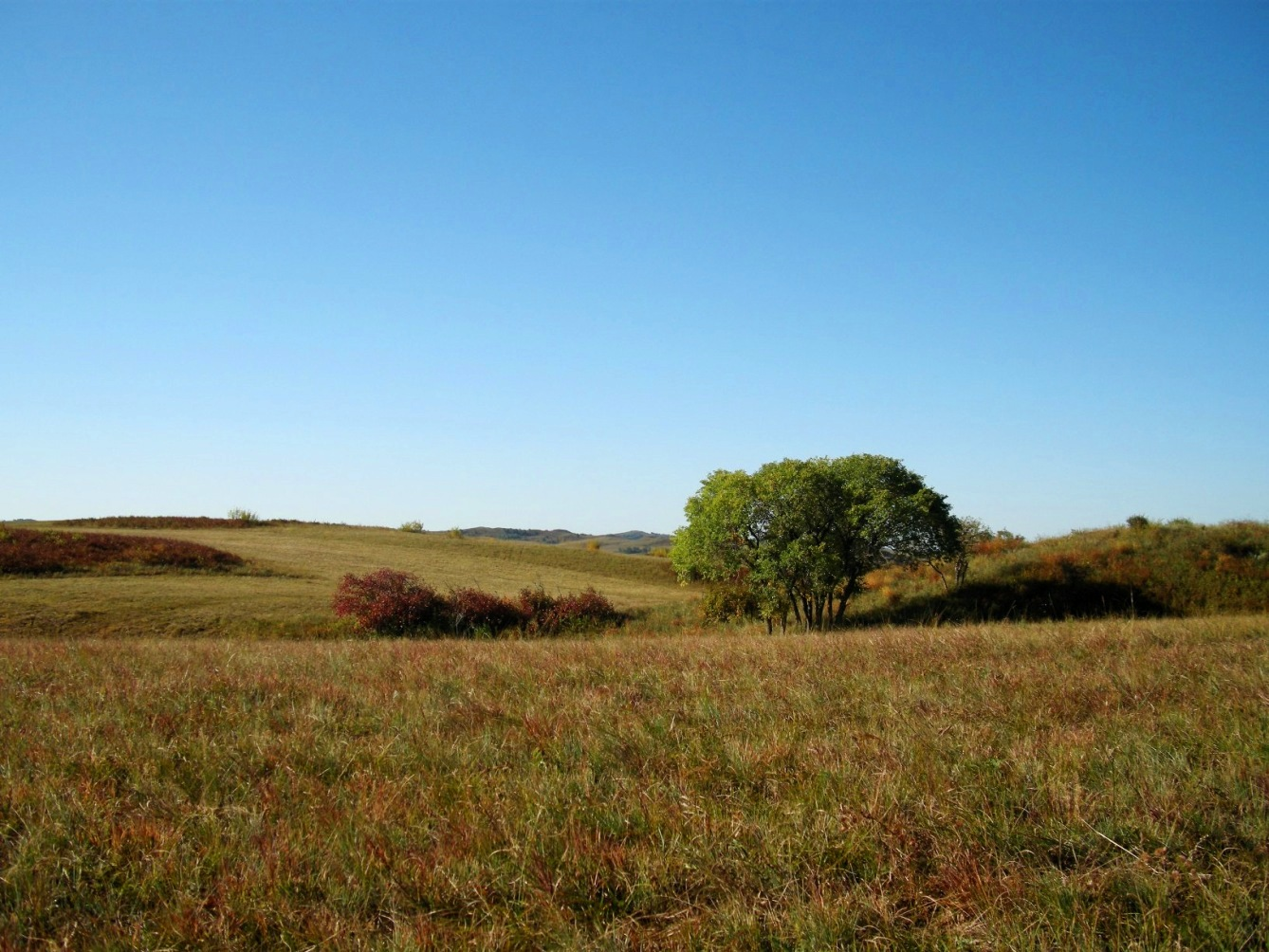
مراعي أولانبوتان
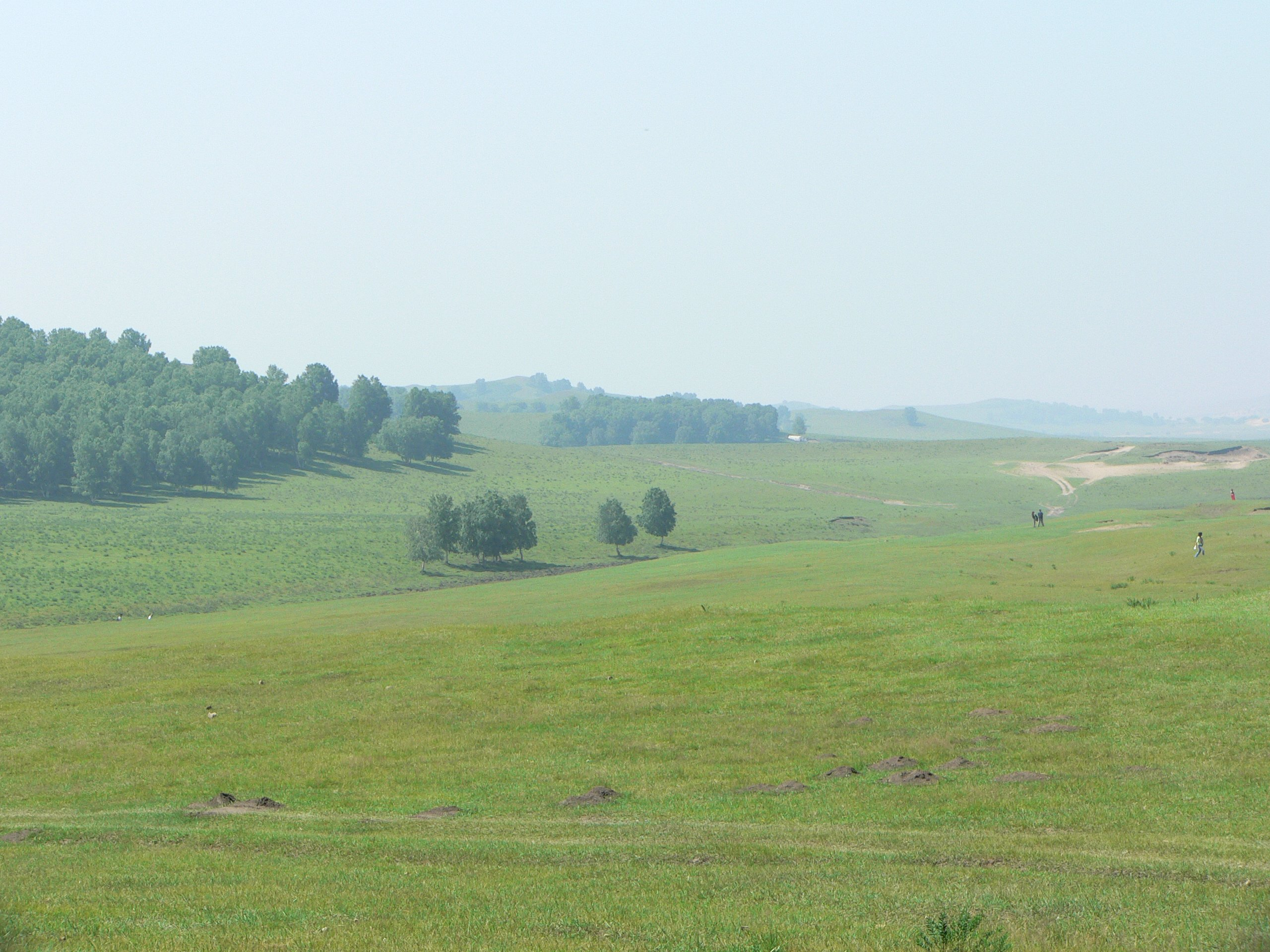
المراعي المنغولية الداخلية
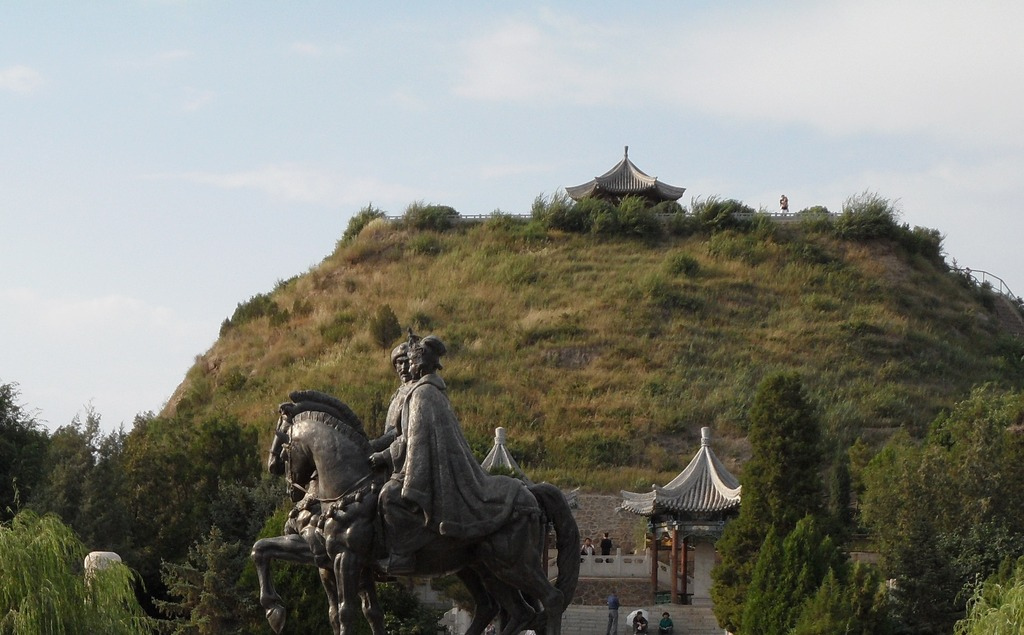
القبر الفخري لوانغ جاوجون (من مواليد 50 قبل الميلاد) في هوهوت
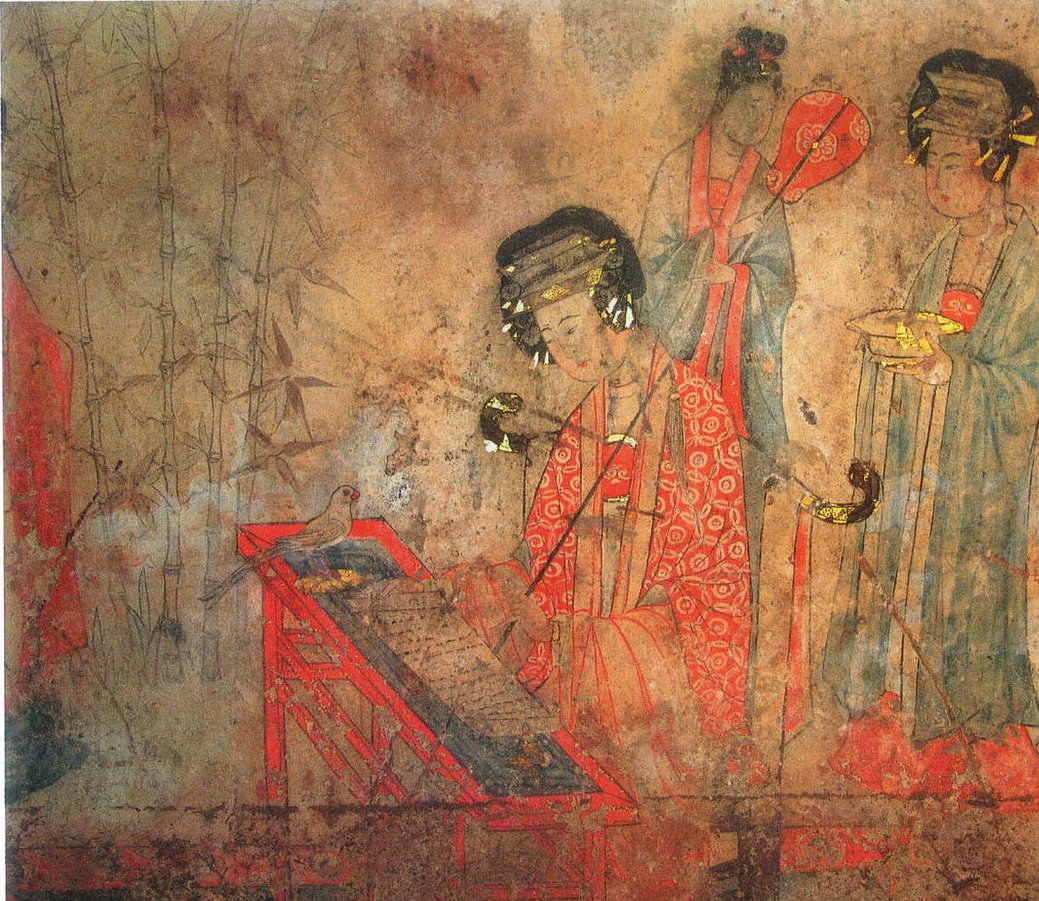
جصية من سلالة لياو (907-1125) مقبرة في باوشان ، الحرقين
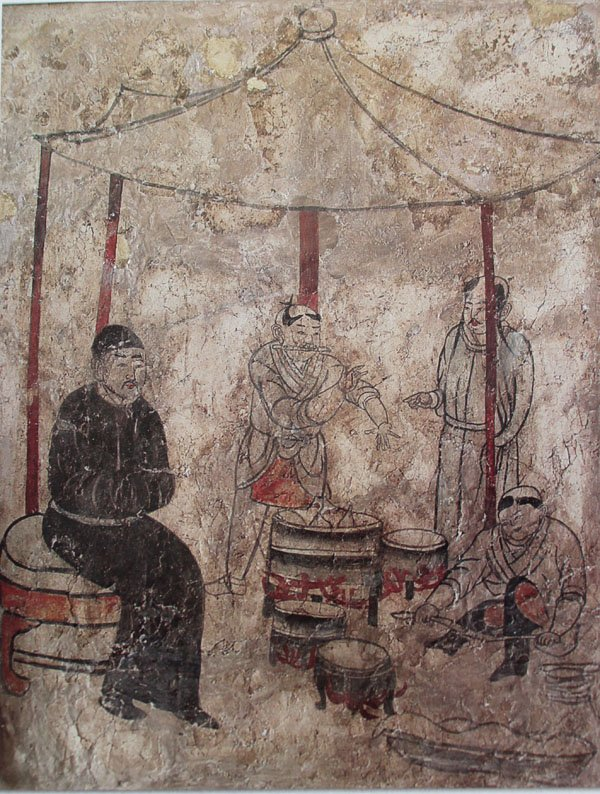
أهل خيطان يطبخون. لوحة جدارية من سلالة لياو (907-1125)

## برنامج الفضاء الصيني
يقع مركز جيوتشيوان لإطلاق الأقمار الصناعية في أقصى غرب منغوليا الداخلية، وهو أحد مرافق إطلاق المركبات الفضائية في الصين، تم تأسيسه في عام 1958 مما يجعلها أول منشأة إطلاق في جمهورية الصين الشعبية. وقد حدثت عمليات إطلاق صينية في Jiuquan أكثر من أي مكان آخر. كما هو الحال مع جميع مرافق الإطلاق الصينية فهي بعيدة ومغلقة بشكل عام للجمهور. وتم تسميته باسم «جيوغوان» وهي أقرب مركز حضري.
كما هبطت العديد من المركبات الفضائية في منغوليا الداخلية. على سبيل المثال، هبط طاقم Shenzhou 6 في Siziwang Banner بالقرب من هوهوت.

## التعليم

### الكليات والجامعات
- جامعة منغوليا الداخلية الزراعية (öbür mongγol-un tariyalang-un yeke surγaγuli /内蒙古农业大学)
- جامعة منغوليا الداخلية (öbür mongγol-un yeke surγaγuli /内蒙古大学)
- جامعة hulunbuir surγaγuli (hulunbuir surγaγuli /呼伦贝尔学院)
- جامعة تشيفنغ (ulaγanqada degedü surγaγuli /赤峰学院)
- كلية منغوليا الداخلية للتمويل والاقتصاد (öbür mongγol-un ed-ün jasaγ aju aqui-yin degedü surγaγuli /内蒙古财经学院)
- كلية الطب منغوليا الداخلية (öbür mongγol-un emnelge-yin degedü surγaγuli /内蒙古医学院)
- جامعة منغوليا الداخلية للمعلمين (öbür mongγol-un baγsi-yin yeke surγaγuli /内蒙古师范大学)
- جامعة منغوليا الداخلية للقوميات (öbür mongγol-un ündüsüten-ü yeke surγaγuli /内蒙古民族大学)
- جامعة منغوليا الداخلية للعلوم والتكنولوجيا (内蒙古科技大学)
- جامعة منغوليا الداخلية للتكنولوجيا (öbür mongγol-un aju üiledbüri-yin yeke surγaγuli /内蒙古工业大学)

كل ما سبق يخضع لسلطة حكومة منطقة الحكم الذات،. المؤسسات التي ليس لديها برامج بكالوريوس بدوام كامل غير مدرجة.

### سياسة التعليم والاحتجاج
ذكرت صحيفة نيويورك تايمز في 31 أغسطس 2020 أنه في صيف 2020 أعلنت الحكومة الصينية عن سياسة تعليمية، والتي دعت إلى استبدال اللغة المنغولية باللغة الصينية تدريجيًا كلغة تدريس في ثلاثة مواد، بما في ذلك اللغة والأدب والسياسة، والتاريخ في المدارس الابتدائية والمتوسطة في جميع أنحاء منطقة منغوليا الداخلية، ثم تجمع الآلاف من المنغوليين العرقيين في شمال الصين للاحتجاج على هذه السياسة.

## قائمة الالوية الـ49 مرتبة ابجديا
• لواء آباغ، عصبة: خيلين غول 

• لواء آلخا الأيمن، عصبة:آلخا

• لواء آلخا الأيسر، عصبة:آلخا

• لواء آوهان

• لواء آر هوركين

• لواء آرون 

• لواء بايرين الأيسر

• لواء بايرين الأيمن

• لواء باراغ القديم 

• لواء باراغ الجديد الأيسر

• لواء باراغ الجديد الأيمن

• لواء شاهار الأيمن الأوسط

• لواء شاهر الأيمن المقابل 

• لواءشاهار الأيمن الخلفي 

• لواء دالات

• لواء دارهان مومينغان المتحد 

• لواء ايجين، عصبة:آلخا

• لواء ايجين هورو 

• لواء هانغجين

• لواء هانغجين الورائي 

• لواء هورقين 

• لواء هخيغتن 

• لواء هورقين الأيسر الخلفي

• لواء هورقين الأيسر الأوسط 

• لواء هورقين الأيمن المقابلي، عصبة:هينغغان

• لواء هورقين الأيمن الأوسط،: عصبة:هينغغان

• لواء هور 

• لواء جلايد، عصبة:هينغغان

• لواء جارود 

• لواء جون غار

• لواء مومينغان => لواء دارهان مومينغان المتحد

• لواء نايمان

• لواء اونغنيود

• لواء اوتوغ

• لواء اتوغ المقابل

• لواء سيزيوانغ

• لواء سونيد الأيسر، عصبة: خيلين غول

• لواء سونيد الأيمن، عصبة:خيلين غول

• لواء تيبوس، عصبة:خيلين غول

• لواء تومد الأيسر

• لواء تومد الأيمن 

• لواء اوجيمقين الشرقي، عصبة: خيلين غول

• لواء اوجيمقين الغربي، عصبة: خيلين غول

• لواء اورات الورائي

• لواء اورات الأوسط 

• لواء اورات المقابل

• لواء اوخين 

• لواء خيانغ هوانغ، عصبة: خيلين غول

• لواء جنغلان، عصبة: خيلين غول

• لواء جنغخيانغباي، عصبة: خيلين غول

## الالوية الذاتية الحكم
لواء ذاتي الحكم (بالصينية: 自治旗 ؛بخط البينيين: zìzhìqí) هو نوع خاص من الالوية التي أقامتها جمهورية الصين الشعبية.
هناك 3 الوية ذاتية الحكم، والتي تم تم انشاءها في شمال شرق منغوليا الداخلية، وفيها مجموعة عرقية مختلفة عن قوميتي الهان أو المنغول وتشكل الاغلبية في كل لواء وهي اقليات عرقية وطنية.
هذه الالوية الثلاثة هي:
لواء اوروكين ذاتي الحكم (鄂伦春自治旗) لمجموعة الاوروكين
لواء إيفنكي ذاتي الحكم (鄂温克族自治旗) لمجموعة الإيفنك
لواء مورين داوا داور ذاتي الحكم (莫力达瓦达斡尔族自治旗) لمجوعة الداور

## روابط خارجية
- ملف منغوليا الداخلية من شبكه الصين العربية
- (بالصينية) موقع حكومة منغوليا الداخلية
- (بالمنغولية) موقع حكومة منغوليا الداخلية
- مرحبًا بكم في جولات منغوليا الداخلية - منغوليا مع Samar Magic Tours